# 脳死
脳死（のうし、英: brain death）とは、ヒトの脳幹を含めた脳すべての機能が廃絶した状態のことである。一般的に脳死後に意識を回復する見込みは無いとされる。
実際には国によって定義が異なり、大半の国々は大脳と脳幹の機能低下に注目した「全脳死」を脳死としているが、イギリスでは脳幹のみの機能低下を条件とする「脳幹死」を採用している。日本では、脳死を「個体死」とする旨を法律に明記していない。

## 概要
古来、医学が発達していなかった頃、心停止が人間の死と見做されていた。医学が発達した現代では一般に、脳、心臓、肺すべての機能が停止した場合（三徴候説）と定義されており、医師が死亡確認の際に呼吸、脈拍、対光反射の消失を確認することはこれに由来している。
生命反応を確認する順序としては
1. 肺機能の停止
2. 心臓機能の停止
3. 脳機能の停止

という過程を辿ることになる。
しかし医療技術の発達により、脳の心肺機能を制御する能力が喪失していても（そのため自発呼吸も消失していても）、人工呼吸器により呼吸と循環が保たれた状態が出現することとなった。すなわち、
1. 脳幹機能の停止#本来ならば心肺機能が停止するはずだが、人工呼吸器により呼吸が継続される
2. 心臓機能も維持される

これらが一定の手順によって確認された状態が脳死である。脳死は、心肺機能に致命的な損傷はないが、頭部にのみ（例えば何らかの事故を原因として）強い衝撃を受けた場合やくも膜下出血等の脳の病気が原因で発生することが多い。逆に、心肺停止となった時点で数分以上経過すると、脳は低酸素状態に極めて弱いため、脳死となる可能性が高くなる。
脳死に近似した状態は、人工呼吸器が開発・実用化された1950年代頃に現れるようになり、当時は「超昏睡」や「不可逆昏睡」などと呼ばれた。本来、脳死に陥った患者は随意運動ができず、何も感じず、近いうちに（あるいは人工呼吸器を外せば）確実に心停止するとされる状態のはずであるが、ラザロ徴候など脳死者の中には、自発的に身体を動かすことがあるなど、それを否定するような現象の報告例も見られることや、呼吸があり心臓が動いている、体温が維持されることなどから、一般人にとって脳死を人の死とすることに根強い抵抗が存在する。日本においては臓器提供時を除き、脳死を個体死とすることは法律上いまだ認められていない。国や宗教によって賛否はさまざまである。

## 欧米における脳死

### 米国における脳死判定基準
米国では1968年にハーバード特別委員会（Harvard Ad Hoc Committee to Examine the Definition of Brain Death）が、脳死診断の基準となるハーバード基準を公表した。
ハーバード基準は次の項目からなる。
1. 無感覚かつ無反応であること
2. 自発運動消失がみられ、無呼吸であること
3. 反射消失がみられること
4. 平坦脳波となっていること（低体温や中枢神経系機能を抑制する薬剤投与例を除く）

その後、英国基準を参考に大統領委員会基準が発表され、さらに米国統一死亡判定法（UDDA: Uniform Determination of Death Act）が制定された。
全脳死を基本とする米国基準は中央アメリカから南アメリカの諸国の脳死判定基準で多く採用されている。

### 英国における脳死判定基準
英国では電気生理学的検査を必要としない米国のミネソタ基準を基本として、1976年に英国基準が公表された。
脳幹死の概念は英国の旧植民地の脳死判定基準で多く採用されている。
なお、「脳幹だけ死んで大脳などはまだ生きている（脳幹による反射や呼吸活動が確認できないが脳波がある）」という状況があった場合は、上述の広義の脳幹死（脳幹が死んでいる）と区別し「孤立性脳幹死」と言う状況になるが、元々脳幹に障害が起きると発生する全脳腫脹や呼吸障害で全脳死に移行しやすく、さらに数時間後に起きる急性閉塞性水頭症にならなかった場合のみ（なった場合は全脳死に移行する）孤立性脳幹死であり続けるので、孤立性脳幹死の状態で確認されるのは極めて稀であり、確認されたケースでも意識回復例はなく全例が早晩に心停止に至っている。

## 日本における脳死

### 日本での議論
日本においては、脳の機能は完全に解明されておらず脳死とされる状態においても脳としての機能が恒久的に消失した状態にあるということを完全に証明することができない、また仮に脳機能が完全に消失していたとしても、無機物にも魂が宿っているともされてきた日本の文化として、脳機能の消失だけをもって直接的に人間としての死でもあると断定的に結びつけることには無理がある、と主張された。
しかし実際には、欧米でも一般人は日本と同じように脳死という新しい観念を受け入れるのには相当の抵抗を示し、臨床的脳死（後述）の状態でありながらしっかりと呼吸をしている患者の延命措置の停止には、日本と同様に遺族が反対する事例は多い。また臓器などの摘出に関しても「欧米と違い」日本人は特別な文化的執着があると論じられているが、例えばイギリスで病院が死亡した幼児の臓器を後の検死のために親に無断で摘出・保存していたことが発覚して一大スキャンダルとなった際は、複数の親が臓器を病院側から取り戻した後に墓から遺体を掘り起こし、取り戻した臓器と遺体を合わせて葬式と埋葬をやり直すまでの事態に発展している。
欧米で一般人の生死観に関わらず臓器移植が早急に普及したのは、移植においてはあくまで本人による生前のドナー合意（及び遺族からの合意）が確認される場合のみとの立場が徹底されたためであった。しかし、脳死を合理的で科学優先の欧米文化の観念とし、これを感情的・霊的文化を有する日本文化となじまないとの日本文化論が、脳死および臓器移植に対する反対論として長らく日本では展開され、一般人の心情を文化論に昇華させて臓器移植に反対するという論争が起こった。

### 脳死判定
診察・検査結果などから、明らかに脳死であろうと判断された状態を臨床的脳死と呼ぶ。
しかし、臓器移植などの目的で脳死を法的に示す必要のある場合は手順に則った脳死判定が行われる。このような目的がないときに脳死判定をすることはできない。なぜなら、判定基準は呼吸器を外して自発呼吸を確認するなど患者の状態をさらに悪化させるリスクのある検査項目も含まれるためである。
なお、日本における法的な脳死の定義については「臓器の移植に関する法律」第6条の規定による。同法による臓器移植による脳死判断の初適応は1999年2月28日である。
すなわち、日本において法的に脳死と認められるのは、臓器提供のために法的脳死判定を行った場合のみに限られ、臨床的に脳死状態とされても、それは法的には脳死とは見なされない。よって厳密には臨床的脳死という状態は法的には人の生死に関して意味がない。

#### 「死の波」の発見
2018年2月に学術誌 Annals of Neurology で発表された研究成果によれば、回復可能な脳機能低下状態と回復不能な脳死との境界として「死の波」という脳波が確認されている。「死の波」が起きて脳機能が廃絶するメカニズムは、下記の通りである。
1. 前提として、脳細胞は自身が破壊されないようにするために、細胞内外のイオンの濃度差より生じる浸透圧に対抗し続けなければならない。その対抗策として細胞膜のイオンチャネルで間質液からイオンを吸収、イオンポンプで細胞内液に存在するイオンを排出し、細胞内圧を常時調整している。結果として細胞内外の分極も保たれている。
2. 何らかの理由で呼吸が停止し、体外から酸素が取り込まれなくなると脳細胞が酸素濃度の極端な低下に直面する。その状況下では、脳細胞は細胞内機構の動力源として用いるATPを産生できなくなり、イオンポンプの作動で細胞内外の分極を保てる程度まで活動を低下させ、CPRの消費量を抑えるようになる。
3. 酸素濃度の極端な低下が長時間続き、脳細胞内のATPが枯渇すると、イオンポンプの作動が停止し、イオンチャネルからイオンが流れ込む事で多数の脳細胞の分極が一斉に失われ（脱分極という現象）、大きな脳波が生じる。これが「死の波」として観測される。この時点で脳細胞のエネルギー源たるATPは失われており、脳細胞の自律的な活動再開は不可能となっている。続いて、浸透圧により細胞膜のイオンチャネルを通して流れ込んできたイオンで脳細胞が膨張して次々と破裂し、脳細胞の物理的な構造が崩壊する（ネクローシスという現象）[17]。
4. 「死の波」の発生後、血流が再開しても、大部分の脳細胞が破壊されているため、脳は活動を再開できない。

#### 判定基準違反
初期の脳死判定では、脳死判定基準の違反によるものと考えられる事例が発生している。高知赤十字病院で1999年2月28日に施術された、日本国内で1例目である女性の脳死患者は、初回判定では「脳死ではない」とされたが、再判定で脳死とされた。臓器を取り出すため体にメスを入れた際には心拍数と血圧が上がり激しい手足の動きが発生した。このことから、明らかに脳死でもない人間から臓器を摘出するために故意に死亡させたことになり、日本弁護士連合会および脳死・臓器移植に反対する立場の人権団体から、殺人罪・業務上過失致死傷罪であるとの指摘がなされている。
またこの際には、NHKがドナーとなった女性の住所を町名まで報道したことで事実上個人が特定され、他のメディアもこれに続いて過熱報道が起きたため、患者のプライバシーが侵害されるとともに、医療行為にも支障をきたしたことで、遺族や病院側からも抗議の声が上がっている。

### 脳死判定基準
以下は日本脳神経外科学会による脳死判定基準である。

#### 脳死判定の前提条件
- 深昏睡である（意識障害を参照）。
- 原疾患が確実に診断されており、回復の見込みがない。

#### 除外条件
- 6歳未満の小児。ただし2010年7月16日までは法的な意思確認の関係上、15歳未満が事実上の除外条件となっていた。
- 急性薬物中毒
- 低体温
- 代謝・内分泌障害
- 妊産婦
- 完全両側顔面神経麻痺のある時。
- 自発運動、除脳硬直、除皮質硬直、痙攣が認められるとき。

#### 判定基準
脳死判定は移植に関係のない、脳死判定の経験のある2名以上の医師で行う。6時間後に2回目の判定を行う。なお、脳死判定に先立って臨床的脳死判定する場合は1～4を確認する。
1. 深昏睡（JCS300またはGCS3）である。
2. 瞳孔固定 両側4mm以上。
3. 脳幹反射（対光反射、角膜反射、毛様体脊髄反射、眼球頭反射、前庭反射、咽頭反射、咳嗽反射）の消失。→よって失明、鼓膜損傷などでこれらが施行できない場合は脳死判定はできない。眼球が損傷していると対光反射、鼓膜が損傷していると前庭反射（カロリック試験）の有無が判断できないためである。
4. 平坦脳波。（刺激を加えても最低4導出で30分以上平坦）
5. 自発呼吸の消失。（100%酸素で飽和したのち呼吸器を外し、動脈血中二酸化炭素分圧が60mmHg以上に上昇することを確認。脳に影響を与えるため、必ず最後に実施する。）

2回目の判定が終了した時刻を死亡時刻とする。

## 論点
長期脳死（chronic brain death）
従来、脳死になったら数日から一週間で心臓も止まると言われてきたが、1998年に米国の脳神経学者D・A・シューモンShewmonが統計的な大規模調査を行ない、175例が脳死判定後一週間以上、心臓鼓動していたことを明らかにした。
臨床的脳死の状態で1年以上心臓が動いていた例が3例ある。最長例では21年間心臓が動き続けた。これは4歳で脳死判定された男性であり、この状態のまま身長が伸び、論文発表後も成長し20歳を超えた。2004年に死亡（心停止）した後に解剖されたが脳は死滅しており、人間の統合性は脳がなくても維持されることが示唆されている。日本でも小児脳死の大規模調査が行なわれており、長期脳死の例が確認された。
ラザロ徴候（Lazarus sign）
1984年に米国の脳神経学者A・H・ロッパーによって5例が報告された。脳死患者が医師の目の前で、突如両手を持ち上げ、胸の前に合わせて祈るような動作をする。動作後は自分で手を元の位置に戻す。同様の現象はその後各国で多数確認され、日本でも医学誌に症例報告がある。動作のビデオも収録されている。名前は新約聖書でイエスによってよみがえったとされるラザロに由来する。
ロッパーは「脊髄自動反射」と理解するが、疑問視する声もある。ロッパーは「脳死患者を家族に見せないようにすべき」と書いている。
臓器移植
免疫抑制薬の発達により、疾患の治療法として臓器移植が選択肢に加わるようになってきた。しかし多くの臓器は心停止してから移植したのでは機能が保てず、死体移植で実用的なものは腎臓、角膜などに限られる。脳死の患者は個体死したものと解釈すれば、生命の維持に必須の臓器を生体移植に準じた条件で摘出することが可能となる。
脳死からの蘇生
アメリカのバイオテクノロジー企業・バイオクオークでは、脳死宣告された患者の脊髄にその患者本人から取り出した幹細胞を注入することにより脳死から蘇生させる研究を行っている。

## インターネットスラング
インターネットスラングにおいて、上記の意味から派生して「思考力の喪失」という意味を持つ。この意味で使用した自民党幹事長（当時）の石原伸晃に対し臓器移植法を問い直す市民ネットワークが脳機能障害患者の人権を侵害するものとして抗議声明を発表した。